# Liste der Gefängnisse in Georgia
Die Liste der Gefängnisse in Georgia beinhaltet alle Gefängnisse des US-Bundesstaats Georgia, jedoch keine County Jails.

## Gefängnisse

### Staatlich betriebene Gefängnisse
Die staatlich betriebenen Gefängnisse werden vom Georgia Department of Corrections betrieben.
| Name                                               | County     | Sicherheitsstufe(n)    | Eröffnungsjahr                       | Belegungsfähigkeit |
| -------------------------------------------------- | ---------- | ---------------------- | ------------------------------------ | ------------------ |
| Al Burruss Correctional Training Center            | Monroe     | Medium                 | 1986                                 | 806                |
| Arrendale State Prison                             | Habersham  | Special Mission        | 1951                                 | 1476               |
| Augusta State Medical Prison                       | Richmond   | Close, Special Mission | 1983                                 | 1326               |
| Baldwin State Prison                               | Baldwin    | Medium                 | 1976                                 | 925                |
| Calhoun State Prison                               | Calhoun    | Medium                 | 1994                                 | 1677               |
| Central State Prison                               | Bibb       | Medium                 | 1978                                 | 1153               |
| Clyde N. Phillips State Prison                     | Gwinnett   | Medium                 | 1990                                 | 918                |
| Coastal State Prison                               | Chatham    | Medium                 | 1981                                 | 1836               |
| Dodge State Prison                                 | Dodge      | Medium                 | 1983                                 | 1236               |
| Donald B. Smith State Prison                       | Tattnall   | Close                  | 1993                                 | 1526               |
| Dooly State Prison                                 | Dooly      | Medium                 | 1994                                 | 1702               |
| Emanuel Women’s Facility                           | Emanuel    | Medium                 | 2004                                 | 415                |
| Forest Hays Jr. State Prison                       | Chattooga  | Close                  | 1990                                 | 1101               |
| Georgia Diagnostic and Classification State Prison | Butts      | Close, Death           | 1968                                 | 2487               |
| Georgia State Prison                               | Tattnall   | Special Mission        | 1937                                 | 1530               |
| Hancock State Prison                               | Hancock    | Close                  | 1991                                 | 1191               |
| Helms Facility                                     | Fulton     | Special Mission        | 1990                                 | 64                 |
| Jack T. Rutledge State Prison                      | Muscogee   | Medium                 | 1976                                 | 640                |
| Jimmy Autry State Prison                           | Mitchell   | Medium                 | 1992                                 | 1698               |
| Johnson State Prison                               | Johnson    | Medium                 | 1992                                 | 1612               |
| Lee State Prison                                   | Lee        | Medium                 | 1979                                 | 762                |
| Long Unit                                          | Long       | Medium                 | 2004                                 | 212                |
| Macon State Prison                                 | Macon      | Close                  | 1994                                 | 1762               |
| Montgomery State Prison                            | Montgomery | Medium                 | 1972                                 | 900                |
| Pulaski State Prison                               | Pulaski    | Medium                 | 1994                                 | 1223               |
| Richard Rogers State Prison                        | Tattnall   | Medium                 | 1983                                 | 1391               |
| S.M.U. Special Management Unit                     | Butts      | Close, Death           | 2006                                 | 192                |
| Telfair State Prison                               | Telfair    | Close                  | 1992                                 | 1400               |
| Valdosta State Prison & Amex                       | Lowndes    | Close                  | 1956/1988                            | 1312               |
| Walker State Prison                                | Walker     | Medium                 | 1972                                 | 444                |
| Ware State Prison                                  | Ware       | Close                  | 1990                                 | 1546               |
| Washington State Prison                            | Washington | Medium                 | 1991 und 2005 (Männer) 1992 (Frauen) | 1548               |
| Whitworth Women’s Facility                         | Hart       | Medium                 | 2013                                 | 442                |
| Wilcox State Prison                                | Wilcox     | Medium                 | 1994                                 | 1827               |

### Transitional Centers
Die Transition Center (deutsch: Übergangszentren) werden auch vom Georgia Department of Corrections betrieben. Eine Auswahl ehemaliger Einrichtungen ist kleiner geschrieben.
| Name                                  | County    | Sicherheitsstufe | Belegungsfähigkeit |
| ------------------------------------- | --------- | ---------------- | ------------------ |
| Albany Transitional Center            | Dougherty | Minimum          | 155                |
| Atlanta Transitional Center           | Fulton    | Minimum          | 257                |
| Augusta Transitional Center           | Richmond  | Minimum          | 230                |
| Charles D. Hudson Transitional Center | Troup     | Minimum          | 155                |
| Clayton Transitional Center           | Clayton   | Minimum          | 376                |
| Columbus Transitional Center          | Muscogee  | Minimum          | 182                |
| Lee Arrendale Transitional Center     | Habersham | Minimum          | 117                |
| Macon Transitional Center             | Macon     | Minimum          | 156                |
| Metro Transitional Center             | DeKalb    | Minimum          | 235                |
| Phillips Transitional Center          | Gwinnett  | Minimum          | 204                |
| Smith Transitional Center             | Evans     | Minimum          | 213                |
| Valdosta Transitional Center          | Lowndes   | Minimum          | 164                |

### Reentry Facilities
| Name                   | County | Sicherheitsstufen | Belegungsfähigkeit |
| ---------------------- | ------ | ----------------- | ------------------ |
| Metro Reentry Facility | DeKalb | Minimum, Medium   | 355                |

### Private Gefängnisse
| Name                            | County  | Sicherheitsstufe(n) | Belegungsfähigkeit | Betreiber |
| ------------------------------- | ------- | ------------------- | ------------------ | --------- |
| Coffee Correctional Facility    | Coffee  | Minimum, Medium     | 2992               | CoreCivic |
| Jenkins Correctional Facility   | Jenkins | Medium              | 1186               | CoreCivic |
| Riverbend Correctional Facility | Baldwin | Medium              | 1588               | GEO Group |
| Wheeler Correctional Facility   | Wheeler | Medium              | 2874               | CoreCivic |

### County Facilities
| Name                                      | County    | Sicherheitsstufe | Eröffnungsjahr | Belegungsfähigkeit |
| ----------------------------------------- | --------- | ---------------- | -------------- | ------------------ |
| Bulloch County Correctional Institution   | Bulloch   | Medium           | 1946           | 183                |
| Carroll County Correctional Institution   | Carroll   | Medium           | 1991           | 246                |
| Clarke County Correctional Institution    | Athens    | Medium           | 1987           | 112                |
| Clayton County Correctional Institution   | Clayton   | Medium           | 1992           | 242                |
| Colquitt County Correctional Institution  | Colquitt  | Medium           | 1954           | 190                |
| Coweta County Correctional Institution    | Coweta    | Medium           | 1977           | 210                |
| Decatur County Correctional Institution   | Decatur   | Minimum          | 1954           | 375                |
| Effingham County Correctional Institution | Effingham | Medium           | 1925           | 192                |
| Floyd County Correctional Institution     | Floyd     | Medium           | 1977           | 448                |
| Gwinnett County Correctional Institution  | Gwinnett  | Minimum          | 2002           | 512                |
| Hall County Correctional Institution      | Hall      | Medium           | 1963           | 240                |
| Harris County Correctional Institution    | Harris    | Medium           | 1936           | 125                |
| Jackson County Correctional Institution   | Jackson   | Medium           | 1989           | 150                |
| Jefferson County Correctional Institution | Jefferson | Medium           | 1925           | 190                |
| Mitchell County Correctional Institution  | Mitchell  | —                | —              | —                  |
| Muscogee County Correctional Institution  | Muscogee  | Medium           | 1997           | 528                |
| Richmond County Correctional Institution  | Richmond  | Medium           | 1963           | 220                |
| Screven County Correctional Institution   | Screven   | —                | —              | —                  |
| Spalding County Correctional Institution  | Spalding  | Medium           | 2001           | 384                |
| Sumter County Correctional Institution    | Sumter    | Medium           | 1990           | 350                |
| Terrell County Correctional Institution   | Terrell   | Medium           | 1947           | 140                |

Für Angaben in Feldern mit Geviertstrich (—) stehen keine Informationen zur Verfügung.